# Silibabi
Silibabi (arab. سيلبابي, fr. Sélibabi, Sélibaby) – miasto w południowej Mauretanii, ośrodek administracyjny regionu Ghidimagha. Silibabi zamieszkane jest przez Fulan, Soninke i Haratynów. Mieści się tu lokalny szpital.